# Doãn Chí Bình
Doãn Chí Bình (tiếng Trung: 尹志平, bính âm: Yǐn Zhìpíng, 1169-1251), tự Thái Hoà (大和), ông là người Đông Lai (nay là Lai Châu, tỉnh Sơn Đông). Tổ tiên ông là một gia đình quan chức trong triều đại Bắc Tống, cha và tổ tiên của ông là những người tốt bụng và rộng lượng. Năm 1182, ông gặp Mã Ngọc và bắt đầu con đường trở thành một đạo sĩ. Từ năm 1187 đến 1190, ông bị cha mình bắt phải về nhà và giam lỏng ông vì không muốn con trai làm đạo sĩ mà muốn ông tiếp nối truyền thống làm quan của gia đình. Nhưng ông cứ mỗi lần như vậy, lại tìm cách trốn thoát để tiếp tục con đường tu đạo. Cuối cùng, cha ông không thể nào ngăn cản ông nên đành phải đồng ý. Ông đến Lạc Dương thăm đệ tử của Vương Trùng Dương, Lưu Xứ Huyền, người cùng quê với ông làm sư phụ, chính thức bước trên con đường trở thành một đạo sĩ chuyên nghiệp, lấy đạo hiệu là Thanh Hoà Tử. Sau khi thực hành Đạo giáo ở Tây An, Doãn Chí Bình đến Phật Sơn để chăm sóc người nghèo và người yếu đuối. Năm 1191, ông lại bái Khâu Xứ Cơ, người nổi tiếng nhất Toàn Chân thất tử làm sư phụ. Năm 1220, ông cùng Khâu Xứ Cơ đến Samarkand để bái kiến Thành Cát Tư Hãn. Năm 1227, khi Khâu Xứ Cơ mất, đã truyền chức vị chưởng giáo lại cho ông. Doãn Chí Bình trở thành chưởng giáo thứ 6 của Toàn Chân giáo.
Năm 1261, Nguyên Thế Tổ chiếu tặng ông "Thanh Hoà Diệu Đạo Quảng Hoá Chân Nhân" (清和妙道广化真人). Đến năm 1310, Nguyên Vũ Tông phong tặng thêm "Thanh Hoà Diệu Đạo Quảng Hoá Sùng Giáo Đại Chân Quân" (清和妙道广化崇教大真君)

## Tiểu thuyết hóa
Doãn Chí Bình được Kim Dung hình tượng hóa trong các tiểu thuyết như Xạ điêu anh hùng truyện, Thần điêu hiệp lữ cũng như trong Võ Lâm Ngũ Bá, một tiểu thuyết dựa Kim Dung.
Trong tiểu thuyết Xạ điêu anh hùng truyện ông được miêu ta là đệ tử của Khưu Xứ Cơ và rất được sư phụ yêu quý. Ông là người tới Mông Cổ nhắc Quách Tĩnh về cuộc cá cược tỉ võ với Dương Khang tại lầu Yên Vũ (phủ Gia Hưng).
Trong tiểu thuyết Thần điêu hiệp lữ ông được miêu tả là đệ tử thật thà, tin người (nhất là sư huynh Triệu Chí Kính). Là người tu đạo nhưng Doãn Chí Bình lại yêu thầm Tiểu Long Nữ. Sai lầm lớn nhất trong đời nhân vật này là dám cưỡng dâm Tiểu Long Nữ. Về sau vì hồi hận nên tự vẫn dưới kiếm của Tiểu Long Nữ.
Năm 2003, khi Kim Dung dự buổi đàm đạo học thuật ở núi Hoa Sơn đã vấp phải những chỉ trích từ các đạo sĩ Hiệp hội Đạo giáo tỉnh Thiểm Tây. Nhà văn Kim Dung còn bị chặn đường tham dự sự kiện. Những người phản đối chỉ trích cố nhà văn nổi tiếng viết Thần điêu đại hiệp để xúc phạm đến danh dự Toàn Chân Giáo, làm sai lệch đi hình ảnh của Doãn Chí Bình trong lịch sử. Do đó, năm 2004, nhà văn Kim Dung đã sửa lại cuốn tiểu thuyết gốc. Trong bản chỉnh sửa, Toàn Chân Giáo được miêu tả quang minh lỗi lạc hơn, tên của Doãn Chí Bình cũng được thay đổi thành Chân Chí Bình.

## Phim ảnh
- Anh hùng xạ điêu

Trần Diệu Lâm (1976),
Quảng Tá Huy (1983),
Lâm Gia Đống (1994),
Tống Dương (2008),
Vương Lâm (2017),
- Thần điêu hiệp lữ

Trần Diệu Lâm (1976),
Quảng Tá Huy (1983),
Triệu Học Hoàng (1984),
Trần Khải Thái (1995),
Lâm Vĩ Văn (1998),
Lý Chí Hy (1998),
Trình Hạo Phong (2006),
Tống Dương (2014),
Lưu Thạc (2021),